# Фелікс Гюстав Сосьє
Фелікс-Гюстав Сосьє (фр. Gustave Saussier), народився 16 січня 1828 у Труа, помер 19 грудня 1905 у замку Тімекур у Люзарші, — французький генерал, кавалер Великого хреста ордена Почесного легіону та Військової медалі.
Випускник Сен-Сірської військової школи, брав участь у кампаніях в Алжир, Криму, Італії, Мексиці, воював під час Франко-прусської війни, а потім був головнокомандувачем другого експедиційного корпусу в Тунісі з липня 1881 року. Підвищений до звання бригадного генерала в 1871 році, а потім до генерал-майора в 1878 році, він був членом, а потім віце-президентом Вищої військової ради з 1889 по 1897 рік.

## Біографія

### Навчання
Народився в родині текстильних промисловців з Труа, вступив до Сен-Сірської військової школи у 20 років, яку закінчив у 1850 році.

### Кримська війна
Під час Кримської війни він був молодшим лейтенантом Іноземного легіону, а потім лейтенантом у Севастополі, де був поранений і нагороджений Орден Почесного легіону у 1855 році генералом Канробером.

### Алжир
Брав участь у завоюванні Алжиру і був поранений у Великій Кабілії.

### Італійська кампанія (1859)
Потім брав участь в Італійській кампанії 1859 року, у Мадженті та Сольферіно.
У 1861 році був покараний двома місяцями військового арешту за те, що оскаржив перед військами «у неймовірному стані люті» покарання, накладене на нього командиром.

### Мексиканська експедиція (1862—1865)
Потім вирушив на Мексиканську кампанію з Іноземним легіоном. Був нагороджений офіцерським ступенем Орден Почесного легіону після облоги Оахака-де-Хуарес. Командуючи ротою Пасо-дель-Мачо, він останнім бачив 3-тю роту Іноземного легіону перед її пам'ятним боєм при Камероні.
Після повернення з Мексики був призначений підполковником і змушений покинути лави Іноземного легіону.

### Франко-прусська війна (1870)
Під час Франко-прусської війни 1870—1871 років служив у 41-му лінійному полку під час битви під Мец. Полковник з 1870 року, брав участь у битвах при Борні-Коломбеї, Сен-Пріва. Відмовився підписати умови капітуляції Базена і підписав разом з більшістю офіцерів свого полку протест, запропонувавши вийти на бій зі зброєю в руках. Потрапивши в полон до пруссаків під час падіння Меца, спочатку був доставлений до Кельн, а потім, у листопаді, до цитаделі Грудзьондз на Вісла. Йому вдалося втекти грудня 26 і повернутися до Франції, де, був призначений бригадним генералом 5 січня 1871 року, він повернувся на службу в Луарська армія.

### Повстання Мокрані (1871)
Під час повстання в Алжирі 1871 року командував 2-ю активною бригадою, яка сформувала колону Східної Кабілії, і воював з квітня по жовтень того ж року.

### Депутат-республіканець від Об (1873—1876)
Обраний депутатом-республіканцем від Об у 1873 році, повернувся до армії в 1878 році і був призначений генерал-майором.

### Французький протектораз Тунісу (1881)
У березні 1879 року командував 19-м армійським корпусом в Алжир. Наступного року обійняв посаду командувача 6-го корпусу, яку залишив у червні 1881 року, щоб знову очолити 19-й армійський корпус в Алжирі, яким командував до березня 1884 року, коли ситуація стала критичною.
З липня 1881 року командував другим Туніським експедиційним корпусом, який умиротворив країну (зокрема, взявши Кайруан) і південь Алжир.
8 липня 1881 року був підвищений до звання великого офіцера ордена Почесного легіону, а потім нагороджений Військовою медаллю 11 липня 1882 року.

### Військовий губернатор Парижа (1884—1897) та віце-президент Вищої військової ради (CSG)
У 1884 році був призначений військовим губернатором Парижа, посаду обіймав до 1897 року.
У червні 1886 року міністр війни Жорж Буланже намагався усунути його з цієї посади, яка затьмарювала його. Коли газета Le Gaulois напала на військову адміністрацію, губернатор відповів публічно. Губернатор був не правий, і Буланже скористався цим, щоб оголосити йому догану і перевести його начальника штабу до Марсель. Сосьє захистив свого заступника, тоді як радикальна преса вважала, що він пожертвував ним. Буланже спробував піти далі і подав до Ради міністрів указ про переведення генерала в резерв. Однак президент Жуль Греві відмовився підписати, і Буланже довелося відступити, тим більше, що сам Сосьє подав у відставку, яку уряд відхилив.
Був членом Вищої військової ради з 1882 по 1903 рік, віце-президентом якої був з 1889 по 1897 рік.
У 1887 році був одним із кандидатів від монархістів на президентських виборах, але безуспішно.
12 липня 1887 року був підвищений до звання кавалера Великого хреста ордена Почесного легіону.
У жовтні 1887 року очолив слідчу комісію у справі скандалу з нагородами.

### Останні роки життя
Помер 19 грудня 1905 року в замку Тімекур, яким володів у районі Люзарш, і був похований на кладовищі Труа (Об).

## Вшанування
Вулиця в Труа носить його ім'я.

## Справа Дрейфуса
|  | хоробрий генерал Сосьє, наш почесний генералісимус |

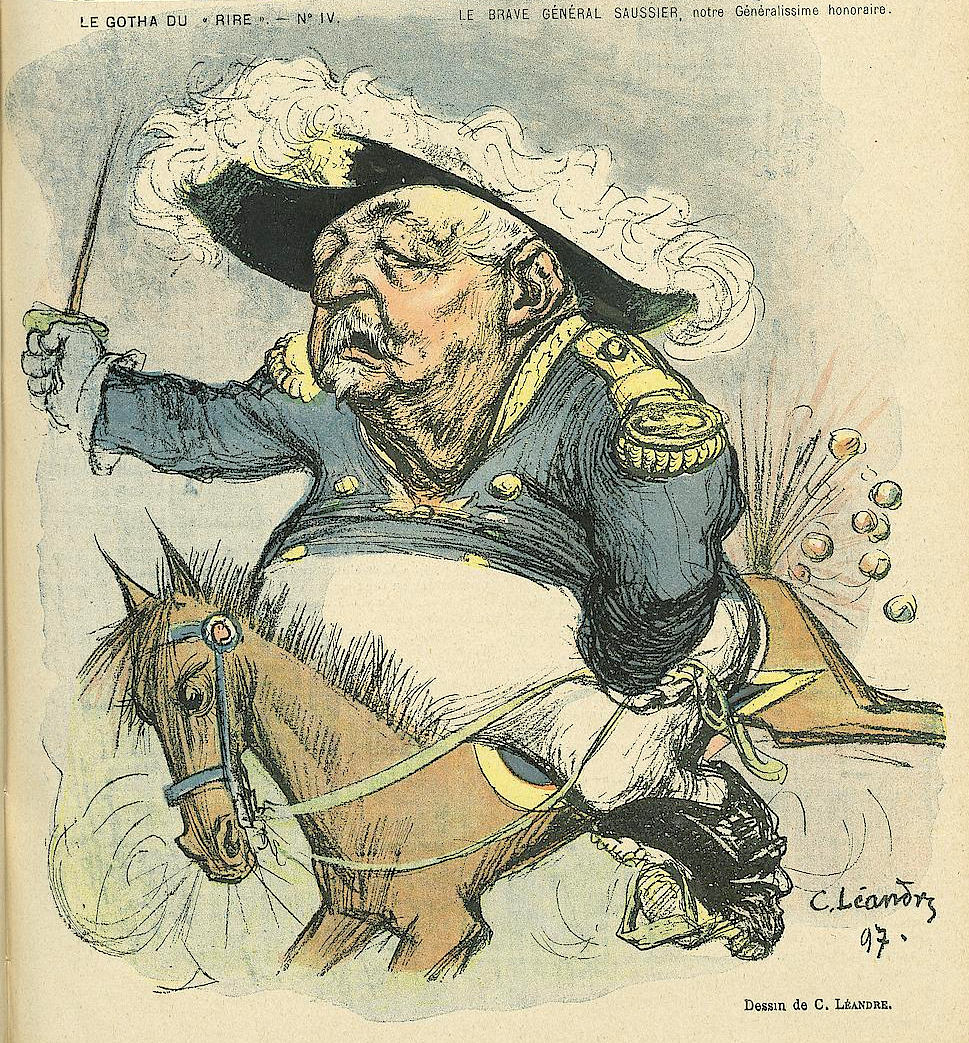
Під назвою хоробрий генерал Сосьє, наш почесний генералісимус, Сосьє, зображений у карикатурному вигляді Шарль Леандр у Le Rire, 15 січня 1898 року.

Історик Анрі Гіємєн висунув гіпотезу, що генерал Сосьє міг зіграти певну роль у справі Дрейфуса. Він дивується поведінці Сосьє на початку справи.
7 жовтня 1894 року генерал Сосьє, тодішній віце-президент Вищої військової ради та військовий губернатор Парижа, прийшов до кабінету міністра закордонних справ Габріель Аното, щоб попросити його припинити будь-яке розслідування щодо виявлення бордеро. У контексті справи про державну зраду це бажання придушити розслідування з боку вищої військової влади Франції дивує Гійємена.
Напередодні втручання Сосьє, 6 жовтня 1894 року, полковник Анрі д'Абовіль заявив, що впізнав почерк Альфред Дрейфус на бордеро. Чи знав Сосьє про хід цієї великої містифікації? Чи знав він про невинність Дрейфуса і намагався його врятувати? Чи знав він про вину Естергазі, з яким його коханка була близька, яка вибухнула б у світлі дня і заплямувала б його скандалом?
Сосьє, неодружений любитель гарненьких жінок, підтримував стосунки під час справи з дружиною свого офіцера-ординарця Моріс Вайль, який був другом Естергазі.
Деякі автори намагалися пов'язати Естергазі з можливим джерелом у французькому генеральному штабі. Існування цього джерела ніколи не було встановлено. Деякі автори називали ім'я генерала Рау. Гіємєн висунув гіпотезу, що пані Моріс Вайль, австрійка за походженням, могла бути «джерелом» Естергазі і що вона могла вкрасти документи у генерала Сосьє.
За словами Гійємена, Жан Сандер, начальник служба розвідки, знав, що Естергазі передає документи Німеччині, але він не міг його викрити, оскільки знав, що ця справа може скомпрометувати дуже високу французьку військову владу, генерала Сосьє.
Сандер був би автором містифікації. Він би змусив Естергазі написати бордеро під диктовку і змусив би повірити, що бордеро було знайдено в кошику німецького військового аташе Шварцкоппена. Поширюючи згодом копії бордеро увійськових кабінетах, він намагався попередити Сосьє, який, побачивши їх, зрозумів, що деякі документи, згадані в бордеро, походять з його кабінету, і став обережнішим до своєї коханки. Шварцкоппен зазначає у своїх записках, що після «виявлення» бордеро в 1895 році документи, які він отримав від Естергазі, були набагато менш важливими та якісними. За словами Гійємена, джерело вичерпалося.

## Відзнаки

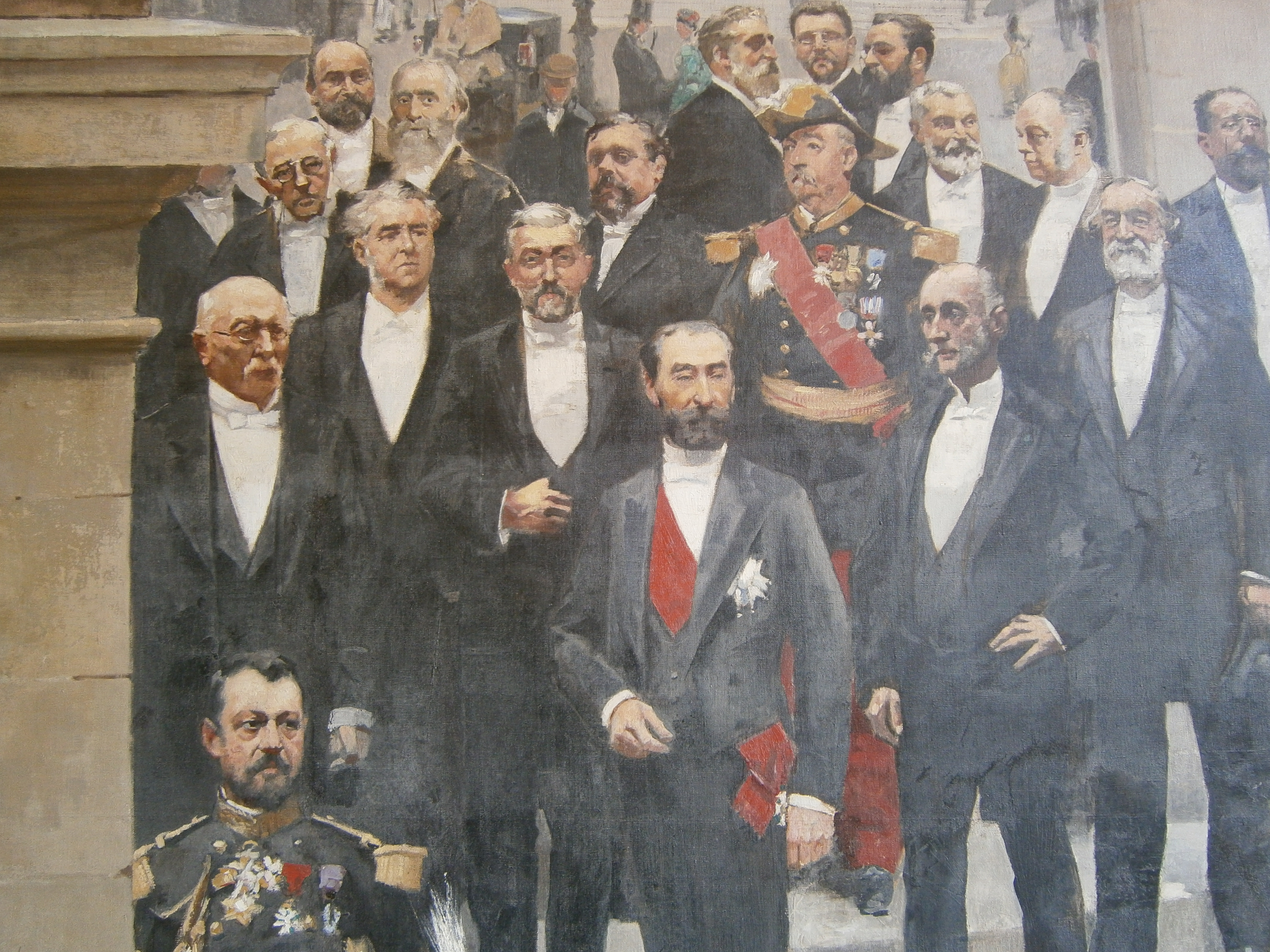
Анрі Жерве та Альфред Стівенс, Панорама століття, 1889, полотно, олія, зберігається в Музей Карнавале (генерал Сосьє зображений в уніформі за президентом Карно).

- Великий хрест ордена Почесного легіону
- Військова медаль (Франція)
- Лицар Орден Святого Олександра Невського